# ان ابس
ان ابس (نام پیش از ازدواج سینوت; ۱۹۴۰ – ۲۴ فوریه ۲۰۲۴) یک مدال‌آور پارالمپیک در رشته تنیس روی میز از ایرلند بود. خارج از فعالیت‌های ورزشی‌اش در تنیس روی میز، ابس کمیته پارالمپیک ایرلند را در سال ۱۹۸۷ تأسیس کرد و تا سال ۲۰۰۸ به عنوان دبیرکل این سازمان فعالیت داشت. او در سال ۲۰۱۰ مفتخر به دریافت نشان پارالمپیک شد.

## زندگی و تحصیلات اولیه
ابس در یک‌سالگی به فلج اطفال تشخیص داده شد. او تحصیلات خود را در دونور کانتی میث شروع کرد و در سال ۱۹۶۲ یک دوره را در بیمارستان توانبخشی دون لری گذراند.

## حرفه
پس از اتمام تحصیلاتش، ابس در سال ۱۹۶۳ کار خود را به عنوان کارمند تلفن آغاز کرد و در دهه ۱۹۶۰ به عضویت کمیته ورزشی انجمن ویلچر ایرلند درآمد. در دهه ۱۹۷۰، ابس به عنوان مدیر جمع‌آوری کمک‌های مالی و مدرسه رانندگی برای IWA مشغول به کار شد. در سال ۱۹۸۶، او به عنوان مدیر ورزشی در IWA منصوب شد و بعدها به عنوان مدیر ورزشی IWA فعالیت کرد.
سال بعد، ابس کمیته پارالمپیک ایرلند را در سال ۱۹۸۷ تأسیس کرد. او دبیرکل کمیته پارالمپیک ایرلند از سال ۱۹۸۷ تا ۲۰۰۸ بود. ابس در سال ۲۰۰۷ به هیئت مدیره مؤسسه ورزشی ایرلند انتخاب شد و در سال ۲۰۱۳ به عنوان عضو مادام العمر به هیئت مدیره پارالمپیک ایرلند انتخاب شد. ابس هم چنین رئیس کاروان ایرلند در بازی‌های پارالمپیک تابستانی ۱۹۸۸ و معاون رئیس کاروان در بازی‌های پارالمپیک تابستانی ۱۹۹۶ بود.
علاوه بر فعالیت‌های ورزشی، ابس در بازی‌های متعدد پارالمپیک از ۱۹۷۲ تا ۱۹۸۴ برای ایرلند شرکت کرد. در دوران پارالمپیک خود، او در رشته تنیس روی میز در سال‌های ۱۹۷۲ و ۱۹۸۴ نقره و در سال ۱۹۸۰ برنز کسب کرد. به غیر از پارالمپیک، ابس در سال ۲۰۰۶ به عضویت تیم آماده‌سازی بازی‌های المپیک تابستانی ۲۰۱۲ منصوب شد.

## زندگی شخصی و مرگ
ابس در سال ۱۹۸۲ با تنیسور تونی ابس ازدواج کرد و تا زمان مرگ او در سال ۱۹۸۴ ازدواجشان ادامه داشت. ان ابس در فوریه ۲۰۲۴ درگذشت.

## جوایز و افتخارات
ابس در سال ۲۰۰۸ مفتخر به دریافت نشان پارالمپیک شد و نشان پارالمپیک ایرلند را در سال ۲۰۱۲ دریافت کرد. در همان سال، او مشعل‌دار بازی‌های المپیک تابستانی ۲۰۱۲ بود. ابس هم چنین در سال ۲۰۱۳ مفتخر به دریافت جایزه راهگشایان از شبکه مدیران اجرایی زنان شد و در سال ۲۰۱۶ توسط پارالمپیک ایرلند در رویداد «فراتر از ورزش» مورد تقدیر قرار گرفت.